# Delvin Rodriguez
Delvin Antonio Rodriguez (* 4. Mai 1980 in Santiago de los Caballeros, Dominikanische Republik) ist ein dominikanischer Profiboxer, der dreimal um einen Weltmeistertitel kämpfte.

## Karriere
Delvin Rodriguez begann seine Profikarriere 1999 und erreichte bis Anfang 2007 eine Bilanz von 20 Siegen, einer Niederlage und einem Unentschieden, ehe er im März 2007 erstmals vorzeitig gegen Jesse Feliciano unterlag. Im November 2008 boxte er Unentschieden gegen Isaac Hlatshwayo. Gegen diesen kämpfte er im August 2009 auch erstmals um einen WM-Titel, verlor den IBF-Kampf jedoch durch eine 1:2-Split Decision. Im November verlor er dann auch gegen Rafał Jackiewicz, während er im April 2010 Mike Arnaoutis besiegte.
Nach einem Sieg gegen Paweł Wolak (Bilanz: 29-1) boxte er im Juni 2012 um den WBA-Weltmeistertitel gegen Austin Trout, unterlag dabei jedoch erneut nach Punkten. Nach zwei vorzeitigen Siegen gegen George Tahdooahnippah (31-0) und Freddy Hernández (30-4), erlitt er eine Niederlage gegen Miguel Cotto. Im Mai 2014 erreichte er ein weiteres Unentschieden gegen Joachim Alcine.
Am 12. Juni 2015 boxte er gegen Erislandy Lara erneut um den WBA- und auch IBO-Titel, verlor gegen den Kubaner jedoch einstimmig.